# Павлик Морозов — суперзвезда
«Павлик Морозов — суперзвезда» — ироническая рок-опера, сочиненная группой студентов («Гуманизм Левинсона») в 1975 году.
Главным героем в ней является Павлик Морозов, действие происходит под музыку Эндрю Ллойда Уэббера из рок-оперы «Иисус Христос — суперзвезда».

## История создания
В начале 1970-х годов в СССР среди молодёжи была популярна рок-опера Эндрю Ллойда Уэббера и Тима Райса «Иисус Христос — суперзвезда».
«Павлик Морозов — суперзвезда» представляет собой адаптированную ироническую версию этой рок-оперы, в которой главным героем вместо Иисуса Христа выступает Павлик Морозов.
Её сочинили в 1975 году студенты первого курса филологического факультета МГУ: Леонид Харитонов, Сергей Капелюшников, Ярослав Богданов и Сергей Козлов, также в сочинении участвовал Михаил Чередниченко. В то время авторам не исполнилось ещё 18 лет; свою группу авторы назвали «Гуманизм Левинсона», что является отсылкой к главному герою романа А. Фадеева «Разгром»: «гуманизм» Левинсона был популярной темой для сочинений в СССР.
Текст являлся ответом на советскую пропаганду, в частности на обязательный курс «История КПСС», в котором проходили период коллективизации.
В первый раз рок-опера исполнялась авторами на квартирнике в ночь на 1 января 1976 года. После этого авторы её исправляли и дописывали.
В начале 1980-х годов авторы записали рок-оперу на катушечный магнитофон, по памяти восстановив текст. Они распространяли запись среди знакомых, не афишируя свои имена. Вскоре запись стала популярной.
«Павлик Морозов» не ставился на профессиональной сцене, но после распада СССР ставился в школах: учитель истории Марк Анискин поставил «Павлика» в московской школе, а в 2018 году «Павлик Морозов» был поставлен на Летней экологической школе.

## Сюжет
Действие происходит в 1932 году в селе Герасимовка.
Героями являются Павлик Морозов, его отец Трофим Морозов (в рок-опере он выведен кулаком, в соответствии с популярным заблуждением, хотя в действительности он был председателем сельсовета), Макар Нагульнов (герой романа Шолохова «Поднятая целина»), Плохиш (персонаж «сказки о Мальчише-Кибальчише» Аркадия Гайдара), старая большевичка (её прототипом является Надежда Крупская), бедняки, середняки, кулаки.
Плохиш недоволен, что Павлик не доверяет ему, и просит записать его в «актив». Павлик общается с крестьянами, те обещают сдать зерно в семфонд. Кулаки планируют убить Павлика при помощи пионера-провокатора.
Павлику во сне является старая большевичка, которая говорит ему, что он должен убедить отца вступить в колхоз. Отец Павла недоволен политической ориентацией своего сына и наказывает его розгами.
Павлик решает отомстить и сдаёт отца Макару Нагульнову. Отца Павла Морозова расстреливают. На собрании в сельсовете Макар Нагульнов обвиняет Плохиша в связях с кулаками, а тот в ответ обвиняет его в левом уклонизме.
Павлик записывает Плохиша в колхоз и поручает ему возить дрова. Но Плохиш недоволен малопочётным поручением и предаёт Павлика, заманив его в лес, где его убивают кулаки при попустительстве середняков. Плохиш раскаивается и бросается на рог деревенского быка.
В конце Макар Нагульнов обезвреживает банду кулаков.

## Литературные особенности
Рок-опера является шаржем на официальную культуру времён коллективизации. 
Текст «Павлика Морозова» изобилует реминисценциями к языку советской пропаганды того времени. Так, колхозники поют: «жить стало лучше, жить стало веселей», «голова кружится от успехов».
По тексту рок-оперы защищена диссертация (итал. tesi di laurea) в Миланском университете в 1998 году Джорджией Несси (Giorgia Nessi).